# 소니코

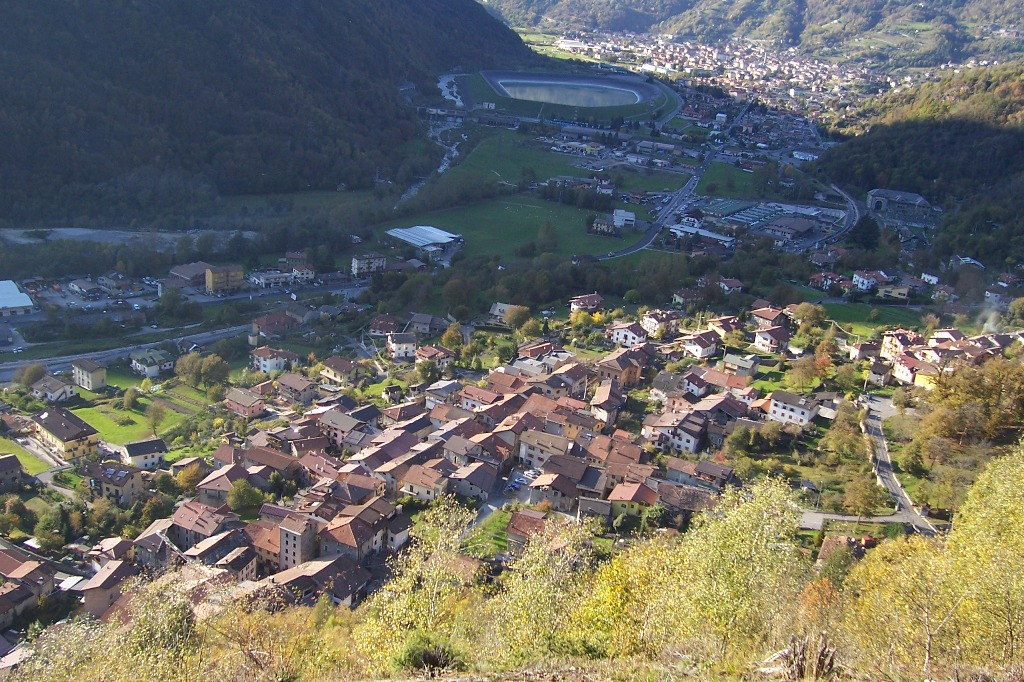

소니코(Sonico)는 이탈리아 롬바르디아주 브레시아도의 코무네이다. 발카모니카 오글리오강의 왼쪽 강둑에 위치해 있다.
총 면적은 60 제곱킬로미터, 고도는 650미터이다. 2011년 기준 인구 수는 총 1,287명이다.

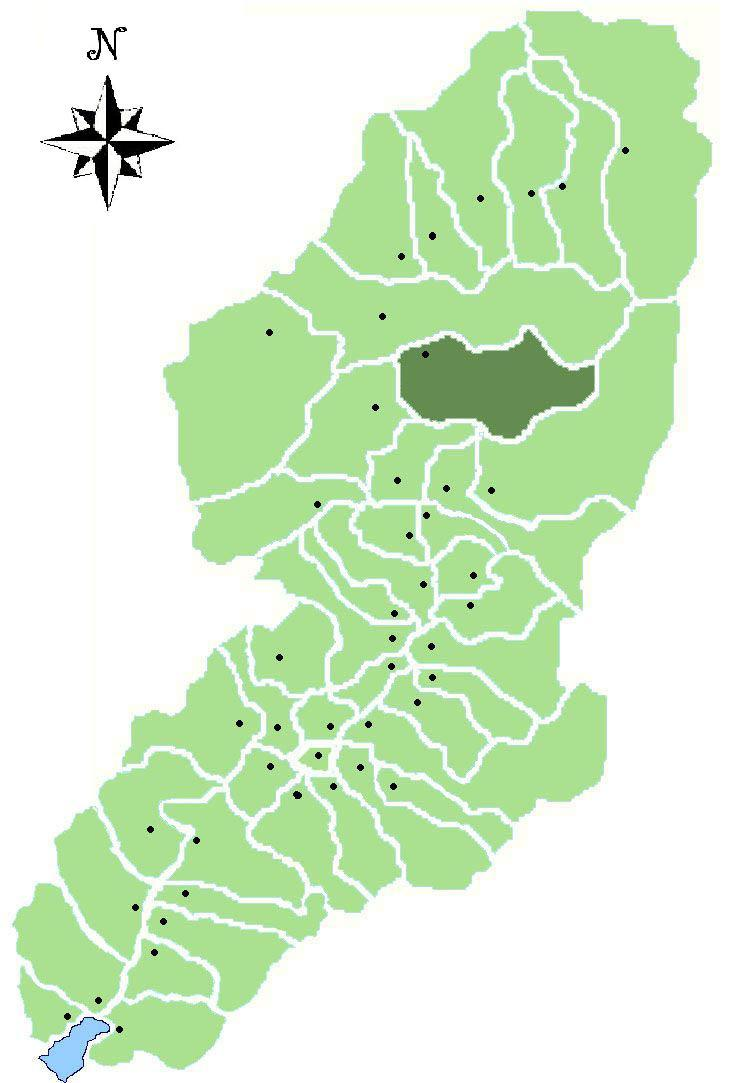
발카모니카 소니코의 위치